# Dennis Flemion
Dennis Flemion (6 de junio de 1955 - 7 de julio de 2012) fue uno de los miembros fundadores junto con su hermano Jimmy, de la controvertida banda independiente de rock, The Frogs. También fue un miembro temporal de The Smashing Pumpkins, entre 1996 y 1997, llenando el espacio vacío que había dejado en los teclados la muerte por sobredosis de heroína de Jonathan Melvoin.
Los hermanos Flemion también aparecen en el sencillo de la banda Tonight, Tonight y en su cuarto disco, Adore, como productores.
El 7 de julio de 2012, Flemion se ahogó mientras nadaba en un lago del condado de Racine, Wisconsin.